# Association sportive Dakar Sacré-Cœur
Pour la section masculine, voir Association sportive Dakar Sacré-Cœur (féminines).
Actualités
L'Association Sportive Dakar Sacré-Cœur est un club de football sénégalais fondé le 1er janvier 2005 et basé dans la ville de Dakar plus précisément dans la commune de la SICAP-Mermoz.

## Histoire
En 2003,  l'Association Sportive Dakar Sacré-Cœur met en place un partenariat avec l’Institut des Frères du Sacré Cœur pour ériger au cœur de Dakar un club. 
En 2005, ils jugent opportun de créer un club de football. Le club reste également attaché au 5 août 2006 jour de démarrage des travaux.
Champion de Ligue 2 en 2017, il est alors promu en Ligue 1, l'élite du football sénégalais.
Le club évolue entre 2012 et 2017 en Ligue 2, la deuxième division nationale. 
Depuis 2015, le club a signé un partenariat avec l’Olympique Lyonnais .
En juillet 2025, l'AS Dakar Sacré-cœur et l'Olympique Lyonnais annonce la fin de leur collaboration après une décennie de partenariat.

## Naissance du projet
- Le sport au Sénégal fait face à un déficit important d’infrastructures et de matériels.
- Les coachs sportifs ont un réel manque de formation.
- De nombreux jeunes ont quitté le Sénégal dans des conditions parfois scandaleuses pour tenter de réussir une carrière de footballeur en Europe. Sans formation préalable, ils se sont retrouvés face à un monde aux règles implacables. Ils sont très peu nombreux à avoir atteint les sommets du football mondial et encore moins nombreux à avoir réussi leur reconversion.
- Le sport est aussi synonyme de vie saine. Il joue un rôle important dans nos sociétés en contribuant à promouvoir la tolérance et en facilitant la cohésion nationale.
- Le sport est enfin un formidable instrument d’éducation et d’insertion socio-économique.

## Sport Loisir
Dakar Sacré Cœur, c'est aussi une École de football qui offre à des centaines de jeunes l'opportunité d'un apprentissage ludique et pédagogique du football dans un lieu sécurisé, où le jeu et le plaisir tiennent une place prépondérante. 
Dakar Sacré Cœur propose des services pour l'organisation d’événements (tournois, séminaires, animations, lancement de produits...). Il est doté d'une équipe professionnelle qui met à disposition de vos manifestations : des équipements exceptionnels, un lieu sécurisé, un parking privatif et de nombreux autres services en fonction de vos besoins et de vos requêtes.  
Doté de terrains synthétiques de différentes dimensions, Dakar Sacré Cœur met à la disposition de tous un espace où ils peuvent pratiquer le football en toute convivialité. Destiné à tous les types de clientèle (les enfants, les adultes, les entreprises ou les associations), cet institut de football propose toute une multitude d'activités.

### Les activités
L’histoire du club Dakar Sacré Cœur est née d’une passion commune pour le football et plus largement pour le sport qui rassemble, à travers le monde entier, des centaines de milliers de personnes. Plus qu’une simple activité, le sport est aussi une activité fédératrice : créatrice d’émotions, de liens sociaux, d’engouements… 
Les initiateurs du projet DSC ont souhaité en créant ce club utiliser cette passion autour du football et du sport comme facteur réel de développement humain en déployant un certain nombre d’actions.

## Palmarès
- Ligue 2 (deuxième division) : champion en 2017
- National 1 (troisième division) : champion en 2011
- Trophée des champions : Vainqueur en 2015
- Coupe de la Ligue : finaliste en 2015

### En Juniors
- 2 titres de Champions U19
- 1 Coupe du Sénégal U19
- Ligue 1 Uber eats trophées des académies 2023[4]

### En Cadets
- 2 titres de Champions U17
- 1 Finale de Coupe en 2023[5]

## Anciens joueurs
- Iliman Ndiaye
- Abdoulaye Ndiaye
- Ibrahim Nzoghe Camara
- Famara Diédhiou
- Ousseynou Ndiaye (Olympique Lyonnais)
- Sidy Sarr
- Moussa Koné
- Moustapha Name
- Mamadou Mbodj
- Pape Meïssa Ba
- Idrissa Camara
- Mouhamed Diop